# Islas Pakri
Islas Pakri (en estonio: Pakri saared) son dos islas de Estonia en el golfo de Finlandia: Väike Pakri de 12,9 km² y Suur-Pakri de 11,6 km² (en sueco: Stora Rågö y Lilla Rågö). Administrativamente pertenecen a la ciudad de Paldiski. Durante siglos, las islas fueron habitadas por los suecos de Estonia, hasta que durante la Segunda Guerra Mundial a toda la población se le obligó a desalojar las islas.
Las islas se encuentran a pocos kilómetros de la costa de Estonia. Väike-Pakri se encuentra a 3 km al oeste de Paldiski, separado de ella por la bahía de Paldiski (Pakri).

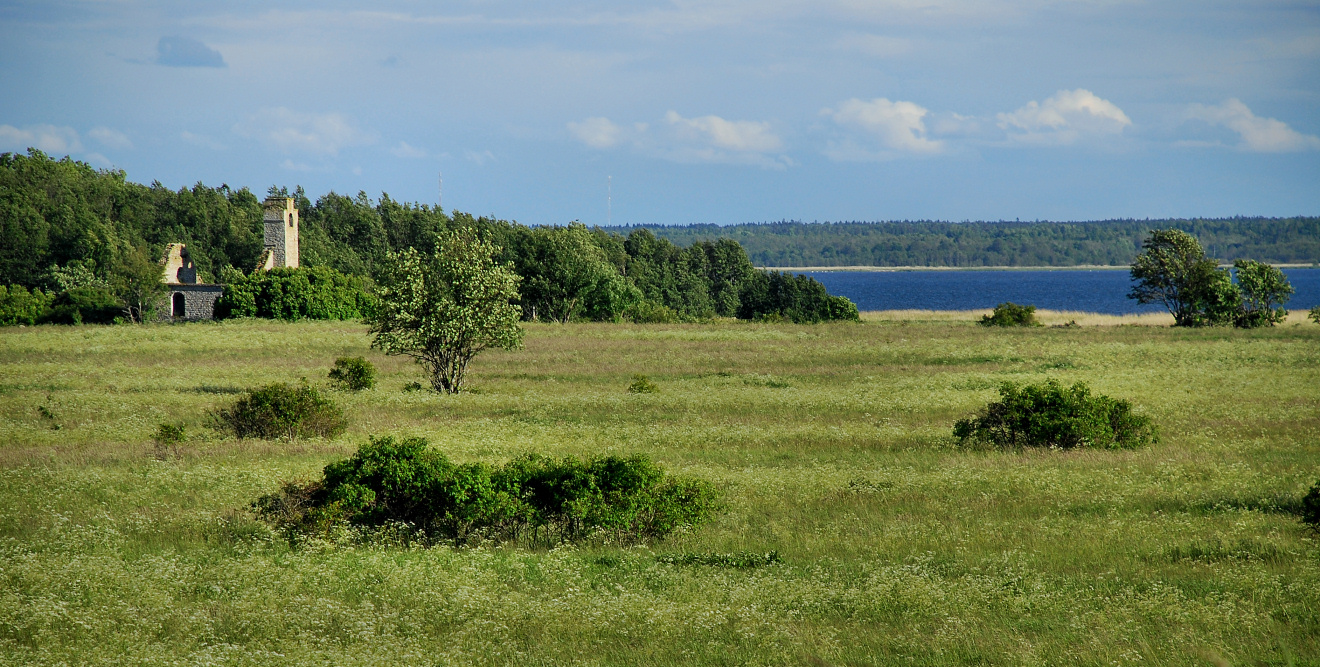
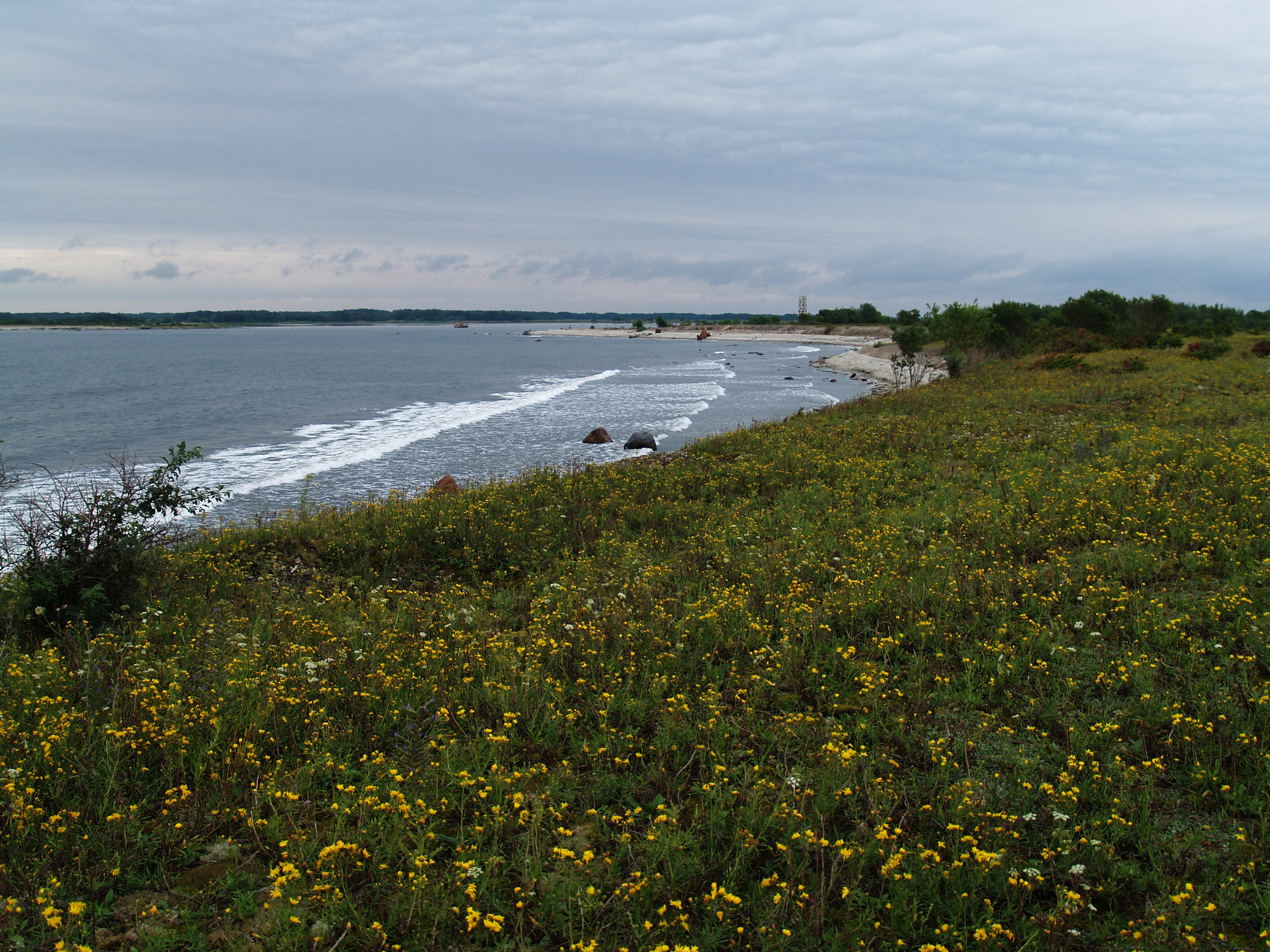
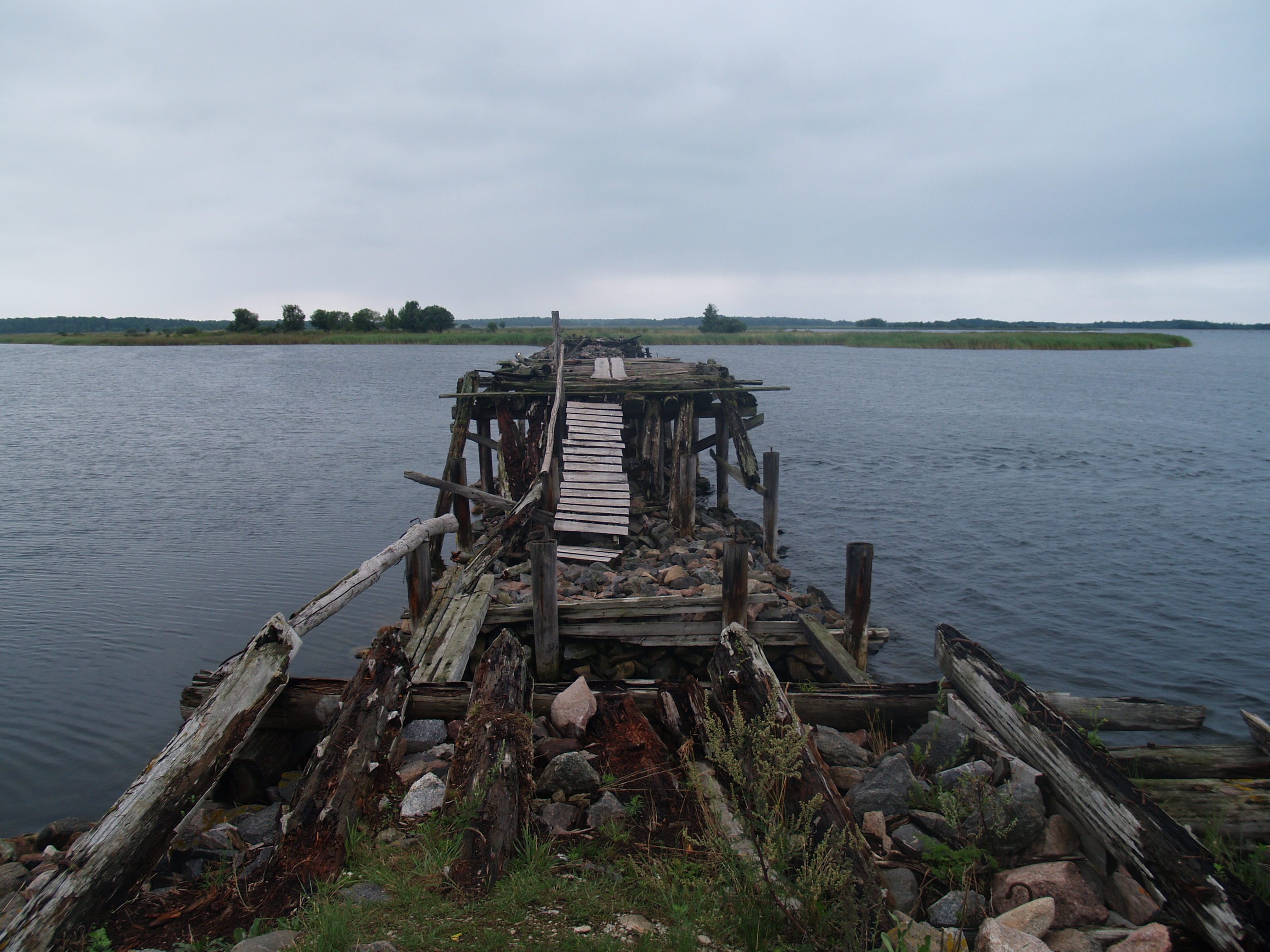
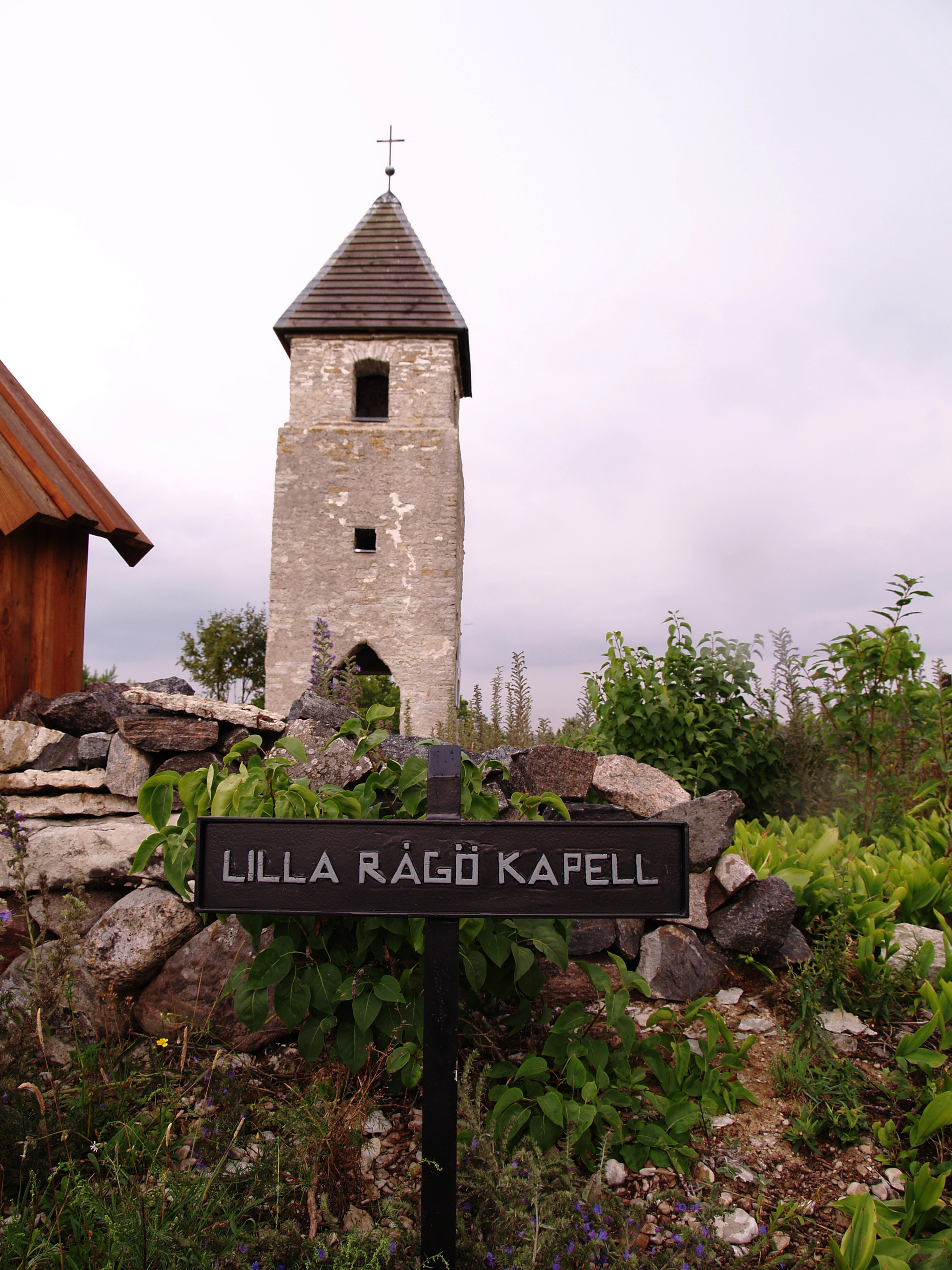

## Clima
| Parámetros climáticos promedio de Islas Pakri (1991-2020) | Parámetros climáticos promedio de Islas Pakri (1991-2020) | Parámetros climáticos promedio de Islas Pakri (1991-2020) | Parámetros climáticos promedio de Islas Pakri (1991-2020) | Parámetros climáticos promedio de Islas Pakri (1991-2020) | Parámetros climáticos promedio de Islas Pakri (1991-2020) | Parámetros climáticos promedio de Islas Pakri (1991-2020) | Parámetros climáticos promedio de Islas Pakri (1991-2020) | Parámetros climáticos promedio de Islas Pakri (1991-2020) | Parámetros climáticos promedio de Islas Pakri (1991-2020) | Parámetros climáticos promedio de Islas Pakri (1991-2020) | Parámetros climáticos promedio de Islas Pakri (1991-2020) | Parámetros climáticos promedio de Islas Pakri (1991-2020) | Parámetros climáticos promedio de Islas Pakri (1991-2020) |
| Mes                                                       | Ene.                                                      | Feb.                                                      | Mar.                                                      | Abr.                                                      | May.                                                      | Jun.                                                      | Jul.                                                      | Ago.                                                      | Sep.                                                      | Oct.                                                      | Nov.                                                      | Dic.                                                      | Anual                                                     |
| --------------------------------------------------------- | --------------------------------------------------------- | --------------------------------------------------------- | --------------------------------------------------------- | --------------------------------------------------------- | --------------------------------------------------------- | --------------------------------------------------------- | --------------------------------------------------------- | --------------------------------------------------------- | --------------------------------------------------------- | --------------------------------------------------------- | --------------------------------------------------------- | --------------------------------------------------------- | --------------------------------------------------------- |
| Temp. máx. abs. (°C)                                      | 8.8                                                       | 8.8                                                       | 14.4                                                      | 24.2                                                      | 31.1                                                      | 31.7                                                      | 33.5                                                      | 31.6                                                      | 28.2                                                      | 20.5                                                      | 13.9                                                      | 10.5                                                      | 33.5                                                      |
| Temp. máx. media (°C)                                     | −0.1                                                      | −0.7                                                      | 2.4                                                       | 7.8                                                       | 13.2                                                      | 17.5                                                      | 21.0                                                      | 20.4                                                      | 15.8                                                      | 9.8                                                       | 4.7                                                       | 1.9                                                       | 9.5                                                       |
| Temp. media (°C)                                          | −2.1                                                      | −2.9                                                      | −0.2                                                      | 4.3                                                       | 9.3                                                       | 13.9                                                      | 17.5                                                      | 17.1                                                      | 12.9                                                      | 7.5                                                       | 2.9                                                       | 0.0                                                       | 6.7                                                       |
| Temp. mín. media (°C)                                     | −4.1                                                      | −5.0                                                      | −2.5                                                      | 1.5                                                       | 6.0                                                       | 10.8                                                      | 14.4                                                      | 13.9                                                      | 10.1                                                      | 5.2                                                       | 1.0                                                       | −2.0                                                      | 4.1                                                       |
| Temp. mín. abs. (°C)                                      | −30.1                                                     | −29.7                                                     | −23.2                                                     | −13.7                                                     | −4.5                                                      | −3.5                                                      | 2.5                                                       | −1.2                                                      | −4.5                                                      | −8.4                                                      | −17.8                                                     | −27.7                                                     | −30.1                                                     |
| Precipitación total (mm)                                  | 44                                                        | 30                                                        | 31                                                        | 32                                                        | 28                                                        | 52                                                        | 55                                                        | 65                                                        | 59                                                        | 65                                                        | 56                                                        | 52                                                        | 569                                                       |
| Días de precipitaciones (≥ 1 mm)                          | 12                                                        | 7                                                         | 8                                                         | 8                                                         | 6                                                         | 8                                                         | 8                                                         | 10                                                        | 11                                                        | 11                                                        | 12                                                        | 13                                                        | 114                                                       |
| Humedad relativa (%)                                      | 86                                                        | 86                                                        | 80                                                        | 77                                                        | 76                                                        | 80                                                        | 80                                                        | 79                                                        | 81                                                        | 82                                                        | 86                                                        | 86                                                        | 81.6                                                      |
| Fuente: Servicio de meteorología e hidrografía de Estonia |                                                           |                                                           |                                                           |                                                           |                                                           |                                                           |                                                           |                                                           |                                                           |                                                           |                                                           |                                                           |                                                           |